# 대예언서

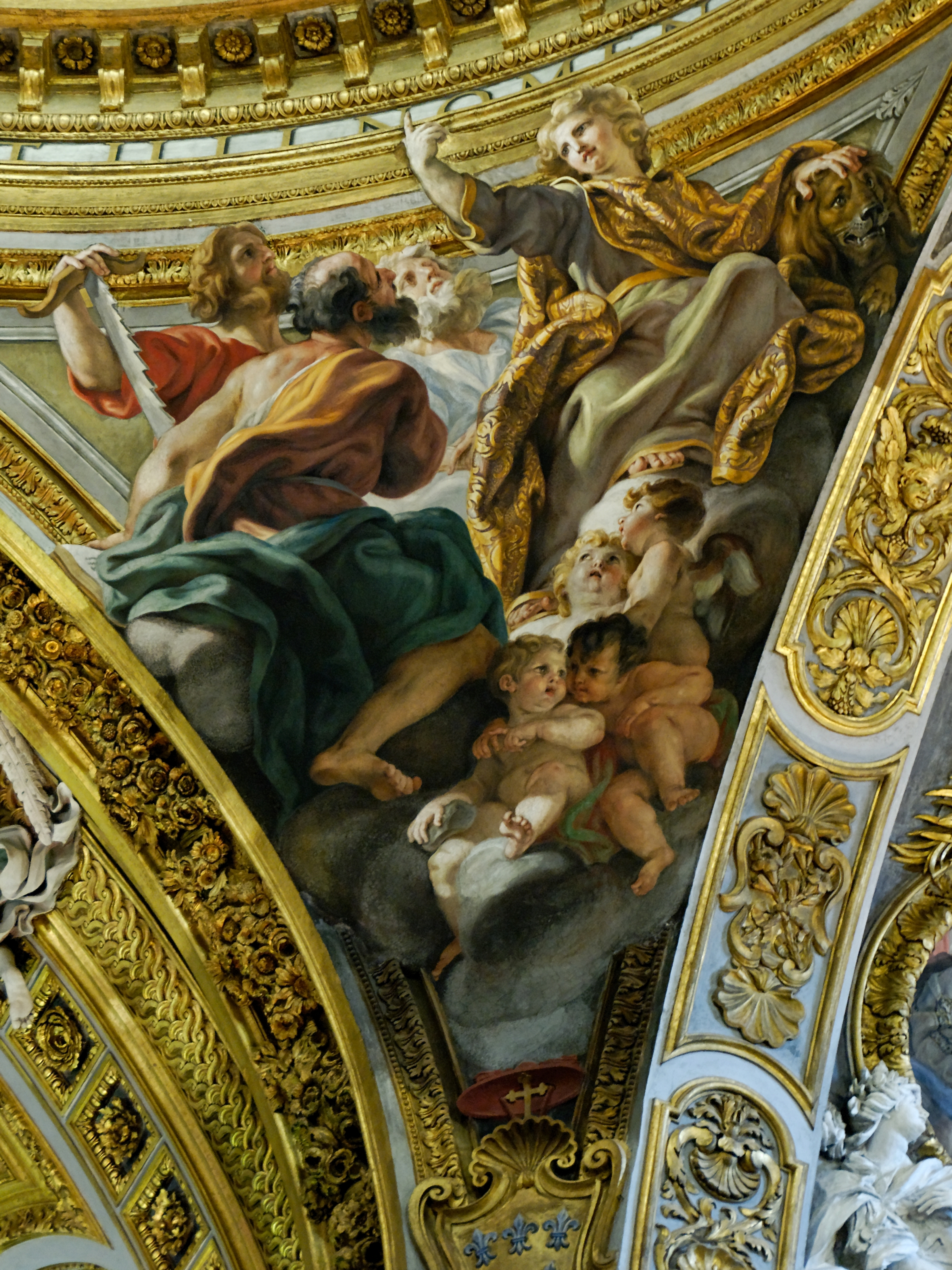
다니엘,에스겔,예레미야는 이사야에서 프레스코 교회의 Gesu

대예언서(大豫言書, 영어: Major Prophets)는 기독교 구약성서의 선지자들이 기록한 주요 예언서들을 구분하는 방법이다. 이 책들은 전통적으로 저자로 여겨지는 선지자를 중심으로 하고있다. 대예언이라는 용어는 소예언서와 달리 장문(長文)으로 구성되었기 때문에 붙여진 명칭이다.

## 내용
- 이사야
- 예레미아
  - 애가
  - 바룩
- 에제키엘서
- 다니엘서

## 같이 보기
- 소예언서

## 대예언서 예언자들의 예언과 성취
- 이사야

| 예언                                                | 성취                                                           |
| 처녀에게서 태어날 것이다(사7:14)                    | 동정녀 마리아에게서 나셨다(눅1:26-31)                          |
| 갈릴리에서 사역할 것이다(사9:1,2)                   | 이방 땅 갈릴리에서 사역했다(마4:13~16)                         |
| 다윗의 보좌를 계승할 것이다(사9:7)                  | 조상 다윗의 왕위를 받았다(눅1:32, 33)                          |
| 그의 길이 예비될 것이다(사40:3~5)                   | 세례 요한이 예비했다(요1:19~28)                                |
| 뺨 맞고 구타를 당할 것이다(사50:6)                  | 손바닥으로 맞고 구타를 당하셨다(마26:67)                       |
| 높임을 받을 것이다(사52:13)                         | 하나님과 백성들이 그를 높였다(빌2:9-10)                        |
| 고난으로 외모가 상할 것이다(사52:14,53:2)           | 가시 면류관을 쓰고, 매를 맞았다(막15:15-19)                    |
| 피로 속죄할 것이다(사53:5)                          | 우리 죄를 속하려고 피 흘리셨다(벧전1:2)                        |
| 모두 거절할 것이다(사53:1, 3)                       | 많은 사람들에게 배척당하셨다(요12:37,38)                       |
| 우리의 대속물이 될 것이다(사53:6,8)                 | 우리 대신 죽으셨다(롬5:6,8, 고후5:21)                          |
| 우리의 죄와 형벌을 기꺼이 담당하실 것이다(사53:7,8) | 우리의 죄에 대해 침묵하셨다(막15:4,5, 요10:11, 19:30)          |
| 부자의 무덤에 장사될 것이다(사53:9)                 | 아리마대 출신 요셉의 무덤에 장사 되셨다(마27:57-60,요19:38-42) |
| 그를 믿는 자는 구원을 받을 것이다(사53:12)          | 죄인 취급당했다(막15:27,28, 눅22:37)                           |
| 마음이 상한 자를 고칠 것이다(사61:1,2)              | 마음이 상한 자를 고치셨다(눅4:18,19)                           |

- 예레미야

| 말씀구절 | 예표 or 예언                                                                             | 하나님의 뜻                                                                                              | 성취                                 |
| 1:11-12  | 살구나무 환상                                                                            | 하나님은 자신의 뜻을 반드시 이루실 것임                                                                  |                                      |
| 1:13-14  | 끓는 가마 환상                                                                           | 하나님께서 북방으로부터 재앙을 일으키셔서 패역한 백성들을 징계하실 것임                                  | 바벨론에 의해 유다가 멸망(B.C.E 587) |
| 13:1-9   | 허리띠를 사서 바위틈에 감추었다 다시 꺼냄                                                | 띠가 썩은 것 같이 유다와 예루살렘의 큰 교만을 썩게 만드심                                                |                                      |
| 18:4     | 토기장이가 그릇을 자신의 의도대로 만들기도 하고 부수기도 하는 것을 봄                    | 백성들이 악한 길에서 돌이키길 원하심 (18:11)                                                             |                                      |
| 19:1`12  | 토기장이의 옹기를 사서 백성 중 어른 몇 사람이 보는 앞에서 힌놈의 아들 골짜기로 가 깨버림 | 하나님께서 유다를 완전히 무너뜨리실 것임                                                                 |                                      |
| 23:5-6   | 의로운 가지                                                                              | 세상에 하나님의 공의와 정의를 실행할 한 왕을 보내실 것임                                                 | 예수그리스도께서 탄생하심            |
| 24:1-7   | 좋은 무화과와 나쁜 무화과 환상                                                           | 포로로 잡혀간 자들을 통해 다시 세우실 것임                                                               | 포로들의 귀환                        |
| 28:13-14 | 나무 멍에와 쇠 멍에                                                                      | 모든 나라와 백성이 바벨론의 느부갓네살을 섬기게 하실 하나님의 뜻은 그 누구도 꺾을 수 없음                |                                      |
| 30:3     |                                                                                          | 포로 된 자들을 다시 돌아오게 하실 것임                                                                   | 포로 귀환                            |
| 30:7     | 야훼의 날                                                                                | 야훼의 날은 심판의 날로 다가오지만 하나님의 최종 뜻은 다시 세우는 것                                     |                                      |
| 30:10-11 |                                                                                          | 하나님의 심판을 받아 징계를 받지만 하나님의 최종 뜻은 회복                                               |                                      |
| 31:31-32 | 새 언약                                                                                  | 하나님과 이스라엘 사이의 언약은 백성들의 불순종으로 깨어졌으나 하나님께서 다시 깨지지 않을 언약을 세우심 |                                      |
| 32:7-15  | 아나돗의 밭을 삼                                                                         | 다시 이 땅에 돌아와서 밭과 포도원을 사게 하실 것임                                                       | 포로 귀환                            |

- 에스겔

| 말씀구절    | 예표 or 예언 | 하나님의 뜻 | 성취 |
| 1:4~28      | 보좌 환상 ( 폴풍과 큰 구름, 네 생물의 형상, 바퀴, 궁창과 보좌)                                                                 | | |
| 2:1 ~ 3:15  | 두루마리를 먹음 | 이스라엘 족속에게 하나님의 말을 고하라                                                                                              | |
| 3:22~27     | 말 못하는 자가 되다 | 무리가 에스겔을 죽일까하여 꾸짖는 자가 되지 못하게 하심                                                                             | |
| 4장         | 토판 위 예루살렘이 포위되는 그림을 그리다. 390일동안 왼쪽으로 누워있다. 오른쪽으로 사십일을 누워있다. 인분 불에 떡을 구워먹다. | 이스라엘이 죄악 390일을 감당하고 유다의 40년의 죄악을 감당하였다. / 예루살렘에서 의뢰하는 양식을 끊으시니                           | 여러 나라들로 쫓아내어 흩어 버릴 이스라엘 자손이 거기서 이같이 부정한 떡을 먹으리라                                                                                                 |
| 5장         | 머리털과 수염을 깎다 1/3 성읍 안에서 불사름 1/3 성읍 사방에서 칼로 침 1/3 바람에 흩으라                                        | | 1/3 전염병과 기근으로 죽다 1/3 사방에서 칼로 엎드러짐 1/3 사방에 흩어버리고 뒤를 따라가며 칼을 뺌                                                                                   |
| 8장         | 불 같은 형상과 질투의 우상, 담 속 각양 곤충과 가증한 짐승과 이스라엘 족속의 모든 우상이 그려져있는 벽과 동쪽 태양에게 예배하다 | | 나도 분노로 갚아 불쌍히 여기지 아니하며 긍휼을 베풀지도 아니하리니 그들이 큰 소리로 내 귀에 부르짖을지라도 내가 듣지 아니하리라                                                     |
| 10-11장     | 여호와의 영광이 떠나다. ( 네 생물과 바퀴, 보좌)                                                                                | | 예루살렘의 심판 |
| 12:1-16     | 포로 될 것을 나타내는 상징행위 (포로의 행장을 꾸리고 낮에 그들의 목전에서 끌려가다)                                            | | 이스라엘 족속이 바벨론으로 끌려감 |
| 12:17-20    | 떨면서 먹고 마시며 보이는 징조                                                                                                 | | 이스라엘 땅에 대하여 그들이 근심하면서 음식을 먹으며 놀라면서 그 물을 마실 것 |
| 13장        | 거짓선지자의 종말 | | |
| 15장        | 불에 던질 땔감 같은 예루살렘 주민                                                                                              | | 수풀 가운데에 있는 포도나무를 불에 던질 땔감이 되게 한 것 같이 내가 예루살렘 주민도 그같이 할지라                                                                                   |
| 17:1-21     | 독수리와 포도나무비유 | | 예루살렘의 왕과 고관들이 바벨론으로 사로잡혀가고 거기에서 죽을 것이다. |
| 20:45-49    | 불타는 숲의 비유 | | |
| 21장        | 여호와의 칼 | | 네가 지음 받은 곳에서 네가 출생한 땅에서 내가 너를 심판하리로다 |
| 25:1-7      | 암몬 족속에 대적하여 | 너를 동방 사람에게 기업으로 넘겨주겠다. 진을 치며 네 가운데에 그 거처를 베풀며 네 열매를 먹으며 네 젖을 마실지라                    | 손을 네 위에 펴서 너를 다른 민족에게 넘겨 주어 노략을 당하게 하며 너를 만민 중에서 끊어 버리며 너를 여러 나라 가운데에서 패망하게 하여 멸하리니 내가 주 여호와인 줄을 너희가 알리라 |
| 25:8-11     | 모압 족속을 대적하여 | 암몬족속과 더불어 동방 사람에게 넘겨 주어 기업을 삼게 할 것이라                                                                     | |
| 25:12-14    | 에돔 족속을 대적하여 | 에돔이 유다 족속을 쳐서 원수를 갚았고 원수를 갚음으로 심히 범죄                                                                     | |
| 25:15-17    | 블레셋 족속을 대적하여 | 손을 펴서 그렛 사람을 끊으며 해변에 남은 자를 진멸하되                                                                              | 내가 그들에게 원수를 갚은 즉 내가 여호와인 줄을 그들이 알리라 하시니라 |
| 26:1~28:19  | 두로를 대적하여 | 두로에 관한 일련의 예언 | |
| 28:20-26    | 시돈을 대적하여 | 전염병을 보내며, | |
| 29:1 -32:32 | 애굽을 대적하여 | 바로를 대적한 심판 애굽 땅의 황폐함 포로에서의 귀환이 약속됨                                                                        | |
| 34:1-31     | 선한목자 | 이스라엘의 목자들이 책망받음 | |
| 35:1-15     | 에돔의 산들 이스라엘의 산들 | 에돔을 대적하는 예언 네 성읍을 무너뜨리며 세일 산이 황무지와 폐허가 되게 하여…                                                      | |
| 36:16-38    | 내적갱신 | 정결하게 하되 모든 우상 숭배에서 너희를 정걸하게, 또 새 마음 육신에서 굳은 마음을 제거하고 부드러운 마음을 줄 것이며                | |
| 37:1-14     | 마른뼈의 환상 (죽은 자들의 뼈가 살아난다.)                                                                                     | 내가 생기를 너희에게 들어가게 하리니 너희가 살아나리라                                                                              | |
| 37:15~28    | 마른뼈의 환상 (재통일) | 막대기들을 서로 합하여 하나가 되게 하라 네 손에서 둘이 하난가 되리라, 다시는 두 민족이 되지 아니하며, 두 나라로 나누이지 아니할지라 | |
| 40:1-48:35  | 이상중에 본 성읍 | 성전에 관하여 성전 의식 그 땅을 분배함                                                                                              | |